# Krzysztof Dunin
Krzysztof Dunin herbu Łabędź (zm. przed 28 września 1697 roku) – kasztelan lubaczowski od 1694 roku, chorąży buski w latach 1684-1694, podstoli bełski w latach 1672-1684.
Poseł na sejm 1690 roku z województwa bełskiego. 
Był elektorem Jana III Sobieskiego z województwa bełskiego w 1674 roku.